# Condado de Perry (Indiana)
El condado de Perry es un condado estadounidense, situado en el estado de Indiana. Según el censo de los Estados Unidos del 2000, la población es de 18 899 habitantes. La cabecera del condado es Tell City.

## Geografía
Según la Oficina del Censo de los Estados Unidos, el condado tiene un área total de 1001 km² (386 millas²). De éstas 988 km² (381 mi²) son de tierra y 13 km² (5 mi²) son de agua.  

### Colindancias
- Condado de Crawford  - noreste
- Condado de Meade  este
- Condado de Breckinridge  sureste
- Condado de Hancock  suroeste
- Condado de Spencer  oeste
- Condado de Dubois  noroeste

## Historia
El Condado de Perry se formó en 1814, su nombre es en honor de Oliver Hazard Perry, un oficial de la Armada de los Estados Unidos que combatió en la guerra anglo-estadounidense de 1812.

## Demografía
Según el censo del año 2000, hay 18 899 personas, 7270 cabezas de familia, y 5074 familias que residen en el condado. La densidad de población es de 19 hab/km² 50 hab/mi²). La composición racial tiene:
- 97,61% Blancos (No hispanos)
- 0,70% Hispanos (Todos los tipos)
- 1,45% Negros o Negros Americanos (No hispanos)
- 0,13% Otras razas (No hispanos)
- 0,12% Asiáticos (No hispanos)
- 0,50% Mestizos (No hispanos)
- 0,17% Nativos Americanos (No hispanos)
- 0,02% Isleños (No hispanos)

Hay 7270 cabezas de familia, de los cuales el 31% tienen menores de 18 años viviendo con ellos, el 56,70% son parejas casadas viviendo juntas, el 9,00% son mujeres que forman una familia monoparental (sin cónyuge), y 30,20% no son familias. El tamaño promedio de una familia es de 2.45 miembros.
En el condado el 23% de la población tiene menos de 18 años, el 9.80% tiene de 18 a 24 años, el 29,20% tiene de 25 a 44, el 23,30% de 45 a 64, y el 14,90% son mayores de 65 años. La edad media es de 38 años. Por cada 100 mujeres hay 107 hombres. Por cada 100 mujeres mayores de 18 años hay 107,7 hombres.
Tabla de la evolución demográfica:
|       | 1900   | 1910   | 1920   | 1930   | 1940   | 1950   | 1960    | 1970   | 1980   | 1990   | 2000   |
| ----- | ------ | ------ | ------ | ------ | ------ | ------ | ------- | ------ | ------ | ------ | ------ |
| TOTAL | 18 899 | 19 107 | 19 346 | 19 075 | 17 232 | 17 367 | 17, 770 | 16 625 | 16 692 | 18 078 | 18 778 |

## Economía
Los ingresos medios de un cabeza de familia el condado es de $36 246, y el ingreso medio familiar es $43 743,00 Los hombres tienen unos ingresos medios de $31 554 frente a $22 123 de las mujeres. El ingreso per cápita del condado es de $16 673,00 El 9,40% de la población y el 7,10% de las familias están debajo de la línea de pobreza. Del total de gente en esta situación, 12,30% tienen menos de 18 y el 8,90% tienen 65 años o más.

## Ciudades y pueblos
| - Cannelton - Leopold (no incorporado) - Tell City - Troy |

## Municipalidades
| - Anderson - Clark - Leopold - Oil - Tobin | - Troy - Union |